# Sean St Ledger
Sean Patrick St Ledger-Hall (Birmingham, Inglaterra, 28 de diciembre de 1984) es un exfutbolista inglés, con nacionalidad irlandesa, que jugaba de defensa. Tras su retirada trabajó en el Leicester City F. C. como ojeador.

## Selección nacional
Fue internacional con la selección de Irlanda y participó en la Eurocopa 2012, torneo en el que marcó un gol ante Croacia en el primer partido de la fase de grupos.

## Clubes
| Club                             | País           | Año       |
| -------------------------------- | -------------- | --------- |
| Peterborough United F. C.        | Inglaterra     | 2002-2006 |
| Stevenage Borough F. C. (cedido) | Inglaterra     | 2004      |
| Preston North End F. C.          | Inglaterra     | 2006-2011 |
| Middlesbrough F. C. (cedido)     | Inglaterra     | 2009      |
| Leicester City F. C.             | Inglaterra     | 2011-2014 |
| Millwall F. C. (cedido)          | Inglaterra     | 2013      |
| Ipswich Town F. C.               | Inglaterra     | 2014      |
| Orlando City S. C.               | Estados Unidos | 2015      |
| Colorado Rapids                  | Estados Unidos | 2015-2016 |
| Solihull Moors F. C.             | Inglaterra     | 2017-2018 |
| Guiseley A. F. C.                | Inglaterra     | 2018      |